# 鉄道少女ふたり旅
『鉄道少女ふたり旅』（てつどうしょうじょふたりたび）は、山口悠による日本の4コマ漫画。竹書房の『まんがくらぶ』にて、2017年12月号から2019年8月号まで連載された。
『黒猫の駅長さん』に続く、山口悠のシリーズ鉄道漫画。前作と同じく少女と九州の鉄道が物語の中心となる。

## 登場人物
（モブを除外すれば）ほぼ主要人物の2人しか登場しない。
一条咲良（いちじょう さくら）
有名企業のお嬢様女子高生。鉄道好きで、枕木営業で財を成した会社の令嬢として「視察」という名目で鉄道旅をしている（東京で育った時に祖父母の言いつけで、「視察」は日帰り限定であったが、弾丸旅行したのを知り、最終回では泊りも許可された）。
祖父はとても厳しくて日帰りでも彼女に身辺警護をつけたがっていた。ほかにも様々な制約をつけられ、嫌気がさして東京を飛び出して、鹿児島にある一条家関係の学校に入学（この時、両親・祖父母ともめたという）。祖母は彼女の話を聞いて月詩を初めて心を許した友人と理解、「月詩も一緒に来なさい」と言われた。
様々な鉄道に乗りたいと弾丸スケジュールに従る兆候があり（明日にも沖縄のゆいレールに乗りに行こうと言ったことがある）、そのたびに月詩にブレーキを掛けられる。
同学年の月詩が鉄道好きだと知り、「視察」に同伴させるべく声をかけた。
一条グループが学校にも出資しているため、先生たちにとって扱い難い存在でもある。担任は咲良のことで月詩に感謝している。
ダジャレが好きだが、月詩にはあまり伝わっていない（つまり受けが悪い）。
高所恐怖症。高千穂あまてらす鉄道のトロッコに乗車したとき、たじろいだ。
霧島月詩（きりしま つくし）
一般家庭に生まれた普通女子高生。咲良に誘われて一緒に鉄道旅をする。鉄道好きである。
高校には奨学金で通っている。成績優秀・品行方正で人気者の咲良に誘われて驚いている（クラスは壁隔てた隣同士）。声を掛けられるまでは、「自分とは縁のない存在で彼女のことよりもJR北海道の経営の方が重要」と考えていた。
家族は兄がいる。両親は中学時代に夭折していて、兄ともども親族に引き取られたらしい。
咲良に初視察の途中から「月詩」と呼ばれるようになり、咲良にも溜口で「咲良」と呼んでほしいといわれ、咲良と呼ぶようになった。咲良と旅してから、だんだん咲良のことが手に取ってお見通しになり、「腹芸が苦手」と判断。
彼女の家にはプラレールがあった。兄向けに購入されたらしいが、兄は全く興味が無く、彼女がもっぱら遊んでいた。
『黒猫の駅長さん』の佐々木美琴同様、乗り物酔いに困っている。

## 舞台
指宿枕崎線
初回で登場。九州では安房森林軌道（屋久島の森林鉄道）が最南端であるが、指定鉄道（政府の法律に基づく鉄道）としてはこちらが最南端にあたる。鹿児島中央駅から枕崎駅までの87.8kmを結ぶ非電化路線で、鹿児島中央～指宿は通勤線扱いとして本数はあるが、指宿～枕崎は本数が減る。
前述のとおり、JR九州としては最南端（JRグループとしても最南端）なので、最も南にある「西大山駅」が「JR最南端の駅」となるが、沖縄の宮古島にあるシギラリフトの「シギラ下部駅（正式名称ではない、便宜上名付けた）」が最南端となる。
終点の枕崎駅でかつて南薩鉄道が接続していたが、1984年3月18日で廃止された。
鹿児島市電
第2話・第3話で登場。
咲良は最初貸し切りを考えていたが、それでは視察にならないため通常乗車となった。
途中で鹿児島駅前停留所で一時下車し、鹿児島貨物ターミナル駅の見学もしている。
特急きりしま
第4話で登場。鹿児島中央～宮崎を結ぶ、鹿児島線・日豊本線直通特急。
大隅線志布志線
第5話で登場。いずれも国鉄分割民営化以前に廃止されるまで、志布志駅から大隅半島へ向けて国分、都城に伸びていた。
二人は大隅線廃線沿いの路線バスで国分～志布志を移動するつもりであったが、時間節約のため、鹿児島～鹿屋は直通フェリーバス（途中でフェリーに積み込み移動する渡り鳥バス）に乗車。
日南線
第6話で登場。現在、志布志に唯一乗り入れる鉄道。
肥薩おれんじ鉄道
第7話で登場。鹿児島市電と特殊鉄道を除けば、鹿児島交通南薩線廃止以来、鹿児島に乗り入れる地方民鉄（実態は、九州新幹線第一期区間・鹿児島中央～新八代開業に伴う並行在来線分離により誕生した第三セクター鉄道）。
鹿児島～川内は鹿児島線・南線としてJR九州に存続されている。
伊集院に乗り入れていた南薩線の遺構が跡形も無くなったのを、二人は残念に思った。
西鉄貝塚線
第8話で登場。かつては宮地岳線として新宮～津屋崎もあったが、合理化のために廃止。
二人は終点・新宮からバス・フェリーを乗り継いでゆく相島（猫の島）へ行くつもりだったが、船が満席のため行けなかった。
相島行を断念した二人は新宮から「にゃん電」で貝塚に戻った。
肥薩線・吉都線
第10・11話で登場。二人は嘉例川駅の木造駅舎を訪問。
吉松のプリンを食べようとした二人だが、売り切れてしまい、猫島同様、ある意味付いていない落ちがついている。
山口線
第12話で登場。SLではなく、貨物列車見物メインの旅。
山陰本線
第13話で登場。二人は温泉津温泉に寄り道した。
南阿蘇鉄道高森線
第14・15話で登場。貨車に乗りたいとごねる咲良に、月詩は「合法的に乗れる貨車」改造トロッコ列車に乗れる高森線の旅を推薦。
高千穂鉄道
第16・17話で登場。高森線と結ばれるはずだった路線（廃線・未成線）をたどることにした。
日豊本線
第18話で登場。延岡～鹿児島中央を普通列車で移動。
門司港駅
第19・20（最終回）話で登場。駅前にある四大鉄道博物館の一つ、九州鉄道記念館を訪問。

## 書誌情報
- 山口悠 『鉄道少女ふたり旅』 竹書房〈バンブーコミックス〉、全1巻
  1. 2019年7月26日発売、ISBN 978-4-8019-6688-8